# ʿAbd Allāh ibn al-Muqaffaʿ
Abū Muhammad 'Abd Allāh Rūzbeh ibn Dādūya/Dādōē, in persiano ابومحمد عبدالله روزبه بن دادویه, più noto come Ibn al-Muqaffaʿ, in arabo ابن المقفع‎?, in persiano ابن مقفع‎ o Rūzbeh pūr-e Dādūya, in persiano روزبه پور دادوَيه‎ (... – Baghdad, 756), è stato uno scrittore persiano e pensatore zoroastriano convertito all'Islam.

## Biografia

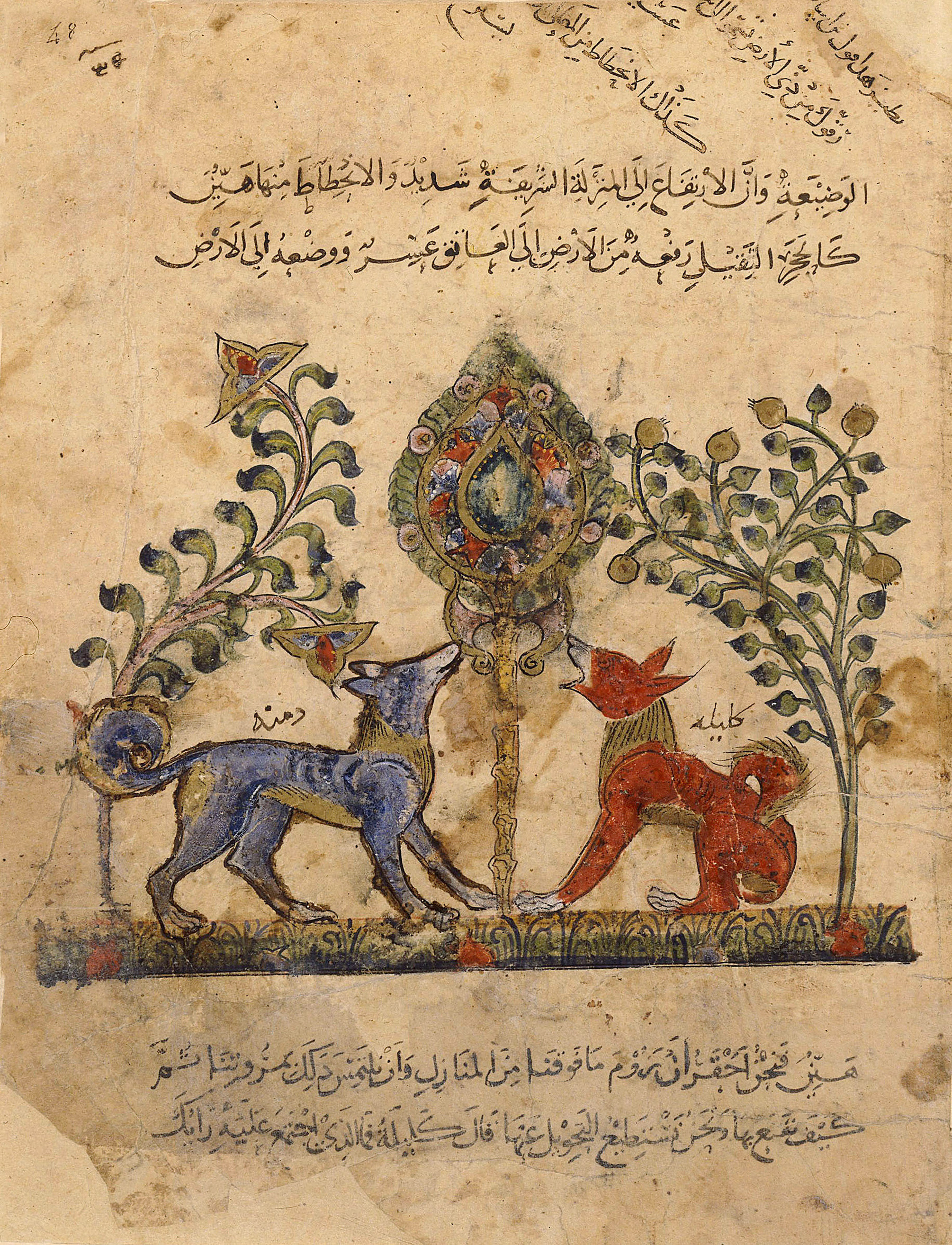
Immagine proveniente dal manoscritto Kalîla wa Dimna datata 1220

La traduzione di Ibn al-Muqaffaʿ del Kalīla wa Dimna dal persiano medio "è considerata il primo capolavoro della letteratura araba in prosa." "Ibn al-Muqaffaʿ fu un pioniere dell'introduzione della letteratura narrativa in prosa nella letteratura araba. Egli aprì la strada per i suoi successori come al-Hamadani e al-Saraqusti, che adattarono in scritti le tradizioni orali presenti fino ad allora." Ibn al-Muqaffaʿ fu anche un importante studioso di medio persiano e autore di diverse favole morali.
Ibn al-Muqaffaʿ, anche se visse a Bassora era originario della città di Jur (persiano Gur) nella regione persiana del Fārs. Suo padre era stato un funzionario dello Stato incaricato delle imposte sotto gli Omayyadi, e dopo essere stato accusato e condannato per essersi appropriato di parte del denaro affidatogli, è stato punito con lo schiacciamento della mano, da qui il nome Muqaffaʿ(mano striminzita).
Come riportato da diversi storici, Ibn al-Muqaffaʿ venne assassinato intorno 756 per ordine del secondo califfo abbaside Abū Jaʿfar al-Mansur, per eresia, in particolare per il tentativo di importare lo Zoroastrismo nell'Islam.
Vi sono prove, però, che il suo omicidio potrebbe essere stato motivato dal risentimento del califfo per il linguaggio che Ibn al-Muqaffaʿ aveva utilizzato nel commentare una garanzia di passaggio sicuro per i ribelli dello zio del califfo, ʿAbd Allāh b. ʿAlī; il califfo aveva trovato quel documento profondamente irrispettoso per se stesso, e si ritiene che Ibn al-Muqaffaʿ abbia pagato con la vita l'affronto fatto ad al-Mansur.
Il poeta bosniaco Dževad Karahasan ha scritto un dramma su Ibn al-Muqaffaʿ, la cui prima mondiale è andata in scena nel 1994 durante la guerra civile in Bosnia ed Erzegovina da parte degli attori bosniaci Zijah Sokolović e Selma Alispahić del Teatro Nazionale di Sarajevo, sotto la direzione di Herbert Gantschacher in una produzione del teatro ARBOS di Vienna.
ʿAbd Allāh Ibn al-Muqaffaʿ non va confuso con Severus Ibn al-Muqaffaʿ, uno storico copto egiziano.